# 家庭内デート
「家庭内デート」（かていないデート）は、2006年6月にやな家（斉藤由貴・及川光博）名義でリリースされたシングルである。斉藤由貴としては18枚目、及川光博としては17枚目のシングルになる。

## 概要
TBSドラマ『吾輩は主婦である』で共演した斉藤由貴と及川光博の二人が ″やな家″ 名義で出したデュエット曲である。斉藤由貴にとっては1999年の「こむぎいろの天使」以来7年ぶりのシングルとして、及川光博にとっては2005年の「愛のメモリー」以来1年ぶりのシングルとしてリリースされた。
作詞は『吾輩は主婦である』で脚本を担当した宮藤官九郎。同ドラマの主題歌となっていた。

## 収録曲
1. 家庭内デート
  - 作詞: 宮藤官九郎／作曲: 富澤タク／編曲: 上杉洋史
2. 家庭内デート（オリジナル・カラオケ）